# Beatrice di Baviera (contessa di Gorizia)
Beatrice di Baviera (1302 – 29 aprile 1360) è stata una nobildonna tedesca.

## Biografia
Beatrice nacque nel 1302 dal duca Stefano I e da Giuditta di Świdnica.
Sposò Enrico II di Gorizia nel 1322. Alla morte del marito, fu nominata co-reggente del figlio Giovanni Enrico e amministratrice dei territori di Gorizia.
In seguito alla morte del patriarca Pagano (1332), le fu assegnata l'amministrazione secolare di Aquileia fino alla nomina del successore (1334), e ricevette nel 1333 il titolo di Capitano generale del Friuli dal Parlamento.
Morì nel 1360.